# Patrik Hellebrand
Patrik Hellebrand (* 16. května 1999 Opava) je český profesionální fotbalista, který hraje na pozici ofenzivního záložníka za polský tým Górnik Zabrze .
Jeho otcem je bývalý fotbalista Opavy nebo Artmedie Petržalka Aleš Hellebrand.

## Klubová kariéra

### FC Fastav Zlín
Hellebrand debutoval za Zlín 20. května 2017 proti Dukle. Je to zároveň jeho jediný start za zlínský klub.

### 1. FC Slovácko
O Hellebranda se zajímalo několik týmu, mj. Slovácko a Slavia, on si vybral Slovácko.
| Gól | Datum       | Soutěž (kolo)      | Zápas                                           | Skóre (minuta) | Výsledek |
| --- | ----------- | ------------------ | ----------------------------------------------- | -------------- | -------- |
| (1) | 4. 8. 2019  | MSFL (1.)          | 1. FC Slovácko „B“ – SK Hanácká Slavia Kroměříž | 3:10(49.)      | 4:3      |
| (2) | 18. 8. 2019 | MSFL (3.)          | 1. FC Slovácko „B“ – FC Slovan Rosice           | 2:00(52.)      | 3:1      |
| 1   | 7. 12. 2019 | Fortuna:Liga (19.) | 1. FC Slovácko – FC Viktoria Plzeň              | 2:10(83.)      | 2:1      |

### SK Slavia Praha
Dne 5. ledna 2020 byl potvrzen přestup do SK Slavia Praha za celkovou přestupovou částku přibližně 25 milionů korun.
S tou hned v první sezoně získal mistrovský titul.

### SFC Opava
V sezoně 2020/2021 hostoval v týmu SFC Opava.

### SK Dynamo České Budějovice
Po hostování v Opavě hostoval v SK Dynamo České Budějovice, kde se stal v roce 2022 stálým hráčem. Na konci sezony 2023/2024 přestoupil do polského týmu Górnik Zabrze.

### Górnik Zabrze
Od léta 2024 je hráčem týmu Górnik Zabrze.

## Statistiky

### Klubové
K zápasu odehranému 6. březnu 2021
| Klub              | Sezóna  | Liga         | Liga   | Liga | Pohár  | Pohár | Evropské poháry | Evropské poháry | Ostatní | Ostatní | Celkem | Celkem |
| Klub              | Sezóna  | Liga         | Zápasy | Góly | Zápasy | Góly  | Zápasy          | Góly            | Zápasy  | Góly    | Zápasy | Góly   |
| ----------------- | ------- | ------------ | ------ | ---- | ------ | ----- | --------------- | --------------- | ------- | ------- | ------ | ------ |
| Zlín              | 2016/17 | Fortuna liga | 1      | 0    | —      | —     | —               | —               | —       | —       | 1      | 0      |
| Slovácko          | 2017/18 | Fortuna liga | 6      | 0    | 2      | 0     | —               | —               | —       | —       | 8      | 0      |
| Slovácko          | 2018/19 | Fortuna liga | 5      | 0    | 2      | 1     | —               | —               | —       | —       | 7      | 1      |
| Slovácko          | 2019/20 | Fortuna liga | 11     | 1    | 3      | 0     | —               | —               | —       | —       | 14     | 1      |
| Slovácko          | Celkem  | Celkem       | 22     | 1    | 7      | 1     | —               | —               | —       | —       | 29     | 2      |
| Slavia Praha      | 2019/20 | Fortuna liga | 10     | 0    | —      | —     | —               | —               | —       | —       | 10     | 0      |
| Slovácko (host.)  | 2020/21 | Fortuna liga | 7      | 0    | 1      | 0     | —               | —               | —       | —       | 8      | 0      |
| SFC Opava (host.) | 2020/21 | Fortuna liga | 17     | 0    | —      | —     | —               | —               | —       | —       | 9      | 0      |
| České Budějovice  | 2021/22 | Fortuna liga | 21     | 0    | 3      | 1     | —               | —               | —       | —       | 24     | 1      |
| České Budějovice  | 2022/23 | Fortuna liga | 30     | 2    | 5      | 0     | —               | —               | —       | —       | 35     | 2      |
| České Budějovice  | 2023/24 | Fortuna liga | 29     | 2    | 3      | 0     | —               | —               | —       | —       | 32     | 2      |
| Celkem            | Celkem  | Celkem       | 137    | 5    | 19     | 2     | 0               | 0               | 0       | 0       | 147    | 7      |